# Temporada 1958 del Campeonato de España de Rally
La temporada 1958 fue la segunda edición del Campeonato de España de Rally. Comenzó el mes de marzo con el Trofeo de Montaña y terminó el 16 de noviembre en el Trofeo del RACE. El campeón fue Jaime Milans del Bosch que se llevó el título sin vencer en ninguna prueba. Luciano Eliakin fue subcampeón y Estanislao Reverter tercero, que con dos victorias Trofeo de Montaña y Rally del RACE, perdió el título en la última prueba.

## Calendario
El calendario inicial contaba también con el Rally Ibérico como quinta cita puntuable.
| N.º | Fecha               | Prueba                                                    | Superficie     | Series |
| --- | ------------------- | --------------------------------------------------------- | -------------- | ------ |
| 1   | 23 de marzo         | 3.º Trofeo de Montaña-Circuito de los Puertos de Castilla |                |        |
| 2   | 1-4 de mayo         | 6.º Rallye Nacional del RACE                              | Asfalto/tierra | ERC    |
| 3   | 13-15 de junio      | 2.º Rally Cataluña-Vuelta a Cataluña                      |                |        |
| 4   | 26-28 de septiembre | 3.º Rally Internacional de los Pirineos                   |                | ERC    |
| 5   | 16 de noviembre     | 1.º Trofeo del RACE                                       |                |        |

## Resultados

### Campeonato de pilotos
- Resultados incompletos.

| Pos. | Piloto                  | MON | RAC | CAT | PIR | TRO | Ptos. |
| ---- | ----------------------- | --- | --- | --- | --- | --- | ----- |
| 1.   | Jaime Milans del Bosch  | 2   | 3   | 10  | 4   | 7   | 40    |
| 2.   | Luciano Eliakin         | 4   | 4   | 1   | 9   | 5   | 37    |
| 3.   | Estanislao Reverter     | 1   | 1   |     | 3   | 21  | 36    |
| 4.   | Leopoldo Pérez Villamil |     | 2   | 6   | 1   |     |       |
|      | Gummersindo García      | 3   | 5   |     |     | 3   |       |
|      | Gerardo de Andrés       | Ret | 6   | 14  | 5   |     |       |
|      | Fernando Pérez Villamil | 14  |     |     |     | 1   |       |
|      | Alex Soler Roig         |     |     | 2   |     |     |       |